# Edoardo Torre
Edoardo Mario Giovanni Torre (San Salvatore Monferrato, 26 giugno 1882 – Roma, 12 marzo 1962) è stato un politico italiano, cognato del Generale e crittanalista Luigi Sacco.

## Biografia
Si laureò in Medicina e Chirurgia presso l'Università di Bologna nel 1906 con una tesi su "La cisti da echinococco del polmone con speciale riguardo alla loro cura chirurgica".
Fece parte della Massoneria.
Nell'agosto 1920 fu tra i fondatori del Fascio di combattimento di Alessandria, nel maggio  1921 fu eletto deputato nella lista del Blocco  di difesa nazionale.
Dopo l'avvento del Fascismo, nel dicembre 1922 Benito Mussolini lo nominò Commissario Straordinario delle Ferrovie dello Stato. Nello stesso anno, in seguito ad un'ondata di scioperi e al rifiuto del sindacato dei ferrovieri di sciogliersi nei sindacati fascisti, diede corpo ad una dura repressione: 43.000 ferrovieri che avevano partecipato alla protesta furono licenziati con l'accusa di "scarso rendimento", secondo quanto previsto dal decreto firmato dallo stesso commissario Torre.
La carica cessò nel 1924, quando fu rieletto deputato. Fu chiamato a testimoniare dinanzi all'Alta Corte di Giustizia sui pagamenti da lui disposti a favore del generale Emilio De Bono e dopo una settimana, il 5 febbraio 1925, venne espulso dal PNF, insieme a Bruno Gemelli, Gian Battista Retora e Battista Boido: erano tutti esponenti dell'ala intransigente del Partito, nella quale esprimevano la preoccupazione per il rafforzarsi del gruppo degli ex nazionalisti all'interno della compagine governativa, capitanati da Luigi Federzoni.
Si sposò due volte: nel 1927, con la francese Louisette Desjardin, e nel 1953, con Marcella Ferrari.
Morì a Roma all'età di 79 anni.